# Pitt (rivière)
Ne doit pas être confondu avec Bolchoï Pit ou Pit (rivière).
Pour les articles homonymes, voir Rivière Pitt et Pitt.
La Pitt ou Quoitle (en anglais : Pitt River ou Quoitle River) est une rivière qui coule dans la province de Colombie-Britannique au Canada. C'est un affluent du Fraser qu'elle rejoint dans la région de Vancouver entre les villes de Port Coquitlam (rive droite) et de Pitt Meadows (rive gauche). Le nom de la rivière lui a été donné en hommage à l'homme politique britannique William Pitt le Jeune (1759-1806).
La Pitt prend sa source dans la chaîne Côtière et elle s'écoule globalement du nord vers le sud. Elle a deux aspects très différents avant et après la traversée du lac Pitt (Pitt Lake). En amont du lac, elle coule dans une vallée glaciaire en U, tandis qu'en aval elle traverse la plaine d'alluvions du delta du Fraser.